# Jean-Jacques Goldman
Jean-Jacques Goldman (ur. 11 października 1951 w Paryżu) – francuski wokalista, kompozytor, autor tekstów piosenek, multiinstrumentalista.

## Życiorys

### Życie prywatne
Urodził się 11 października 1951 w Paryżu. Jego ojciec Alter Mojżesz Goldman pochodził z Polski, matka Ruth Ambrunn była niemiecką Żydówką. Miał siostrę - Évelyne (lekarkę) i dwóch braci - Pierre (lewicowy intelektualista, zamordowany w Paryżu w 1979 roku) oraz Roberta (kompozytor i autor tekstów, znany również jako J. Kapler).
Był dwukrotnie żonaty: w latach 1975-1997 z psycholog Catherine (mają trójkę dzieci - Caroline, Michaela i Ninę), a od 2001 roku z matematyczką Nathalie (jest matką jego trzech córek: Mai, Kimi i Rose).

### Kariera muzyczna
Od najmłodszych lat, Jean-Jacques uczył się gry na wielu instrumentach m.in. na skrzypcach, fortepianie czy gitarze. 
Gdy ukończył 17 lat uległ fascynacji muzyką popularną, a zwłaszcza twórczością Arethy Franklin i zaczął próbować swych sił w przemyśle muzycznym, występując m.in. w grupie Red Mountain Gospellers. Coraz bardziej interesował się muzyką dlatego odpowiedział na ogłoszenie dwóch wietnamskich braci - Khanh Maïa i Taï Sinha i wstąpił do grupy Taï Phong (Wietnamski Wicher). W roku 1975 wydali swój pierwszy album. Przygoda z zespołem trwała 4 lata, podczas których nagrano trzy albumy.
W 1981 producent Marc Lumbroso z wytwórni Epic Records pomógł Goldmanowi rozpocząć solową karierę, która zaczęła się bardzo prężnie rozwijać. Największym osiągnięciem Goldmana z tego okresu był album Minoritaire z 1982 roku, który zapewnił mu miejsce w gronie klasyków francuskiego popu.
W 1990 roku zawiesił karierę solową i wspólnie z Michaelem Jonesem i Carole Fredericks założył trio Fredericks Goldman Jones. Występowali razem do 1996 roku. Po tym okresie Jean-Jacques powrócił do kariery solowej. 
W latach 90. poświęcił się bardziej tworzeniu tekstów dla innych wykonawców. Jego utwory śpiewali m.in. Celine Dion, Garou, Marc Lavoine, Gérald de Palmas, Joe Cocker, Diane Warren, Patrick Fiori, Johnny Hallyday czy Patricia Kaas.

## Dyskografia
- Z Taï Phong[7]
  - 1975 - Taï Phong
  - 1976 - Windows
  - 1979 - Last Flight
- Z Fredericks Goldman Jones[7]
  - 1990 - Fredericks Goldman Jones
  - 1992 - Sur Scène
  - 1993 - Rouge
  - 1995 - Du New Morning au Zénith
- albumy solowe[7][8]
  - 1981 - Démodé
  - 1982 - Minoritaire
  - 1983 - Jean-Jacques Goldman
  - 1984 - Positif
  - 1985 - Non homologué
  - 1986 - En Public Live
  - 1987 - Entre gris clair et gris foncé
  - 1989 - Traces Live
  - 1997 - En Passant
  - 1999 - Tournée Live
  - 2001 - Chansons pour les pieds
  - 2003 - Un Tour Ensemble Live